# Howard Wood Field
 (février 2019).
Si vous disposez d'ouvrages ou d'articles de référence ou si vous connaissez des sites web de qualité traitant du thème abordé ici, merci de compléter l'article en donnant les références utiles à sa vérifiabilité et en les liant à la section « Notes et références ».
Le Howard Wood Fiel est un stade construit en 1957 à Sioux Falls dans le Dakota du Sud. Il peut accueillir des rencontres des rencontres de football, de football américain et d'athlétisme et a une capacité de 10 000 personnes.
Il a été rénové en 2003 où l'herbe naturelle a été remplacée par du gazon en synthétique, le Field Turf (en).

## Utilisation
Le stade est utilisé par trois lycées locaux et par l'université d'Augustana (en).
Le 26 septembre 2007, l'université d'Augustana annonce qu'après 60 ans passés au Howard Wood Field, ils déménageront dans le Kirkeby-Over Stadium (en), construit après une donation de 6,1 millions de dollars directement sur le campus de l'université.

## Événements notables
Le 5 août 1961, la toute nouvelle franchise des Vikings du Minnesota joue au Howard Wood Fiel son tout premier match. Il s'agit d'un match de gala contre les Cowboys de Dallas. Les Vikings sont défaits 38 à 13 devant un peu moins de 5 000 personnes.